# Raïon de Berehove
|
Le raïon de Berehove (en ukrainien : Берегівський район) est un raïon (district) dans l'oblast de Transcarpatie, en Ukraine. Son chef-lieu est la ville de Berehove.

## Histoire
Le territoire a fait partie pendant plusieurs siècles du comitat de Bereg de la Grande Hongrie, dans l'empire d'Autriche. En 1918, elle a été rattachée à la Tchécoslovaquie et en 1938 rendue à la Hongrie. Après la Seconde Guerre mondiale, la Tchécoslovaquie reconstituée la récupère, pour la céder à l'Union soviétique par le traité soviéto-tchécoslovaque du 29 juin 1945. Elle est alors rattachée à la république socialiste soviétique d'Ukraine ; le raïon de Berehove est créé en 1953. À la suite de la réforme administrative de 2020, le raïon absorbe les raïons voisins de Vynohradiv et d'Irchava.

## Transport
Les principales gare sont gare de Berehove, de gare de Tchop et Gare de Moukatchevo.

## Patrimoine
La Réserve de biosphère des Carpates.

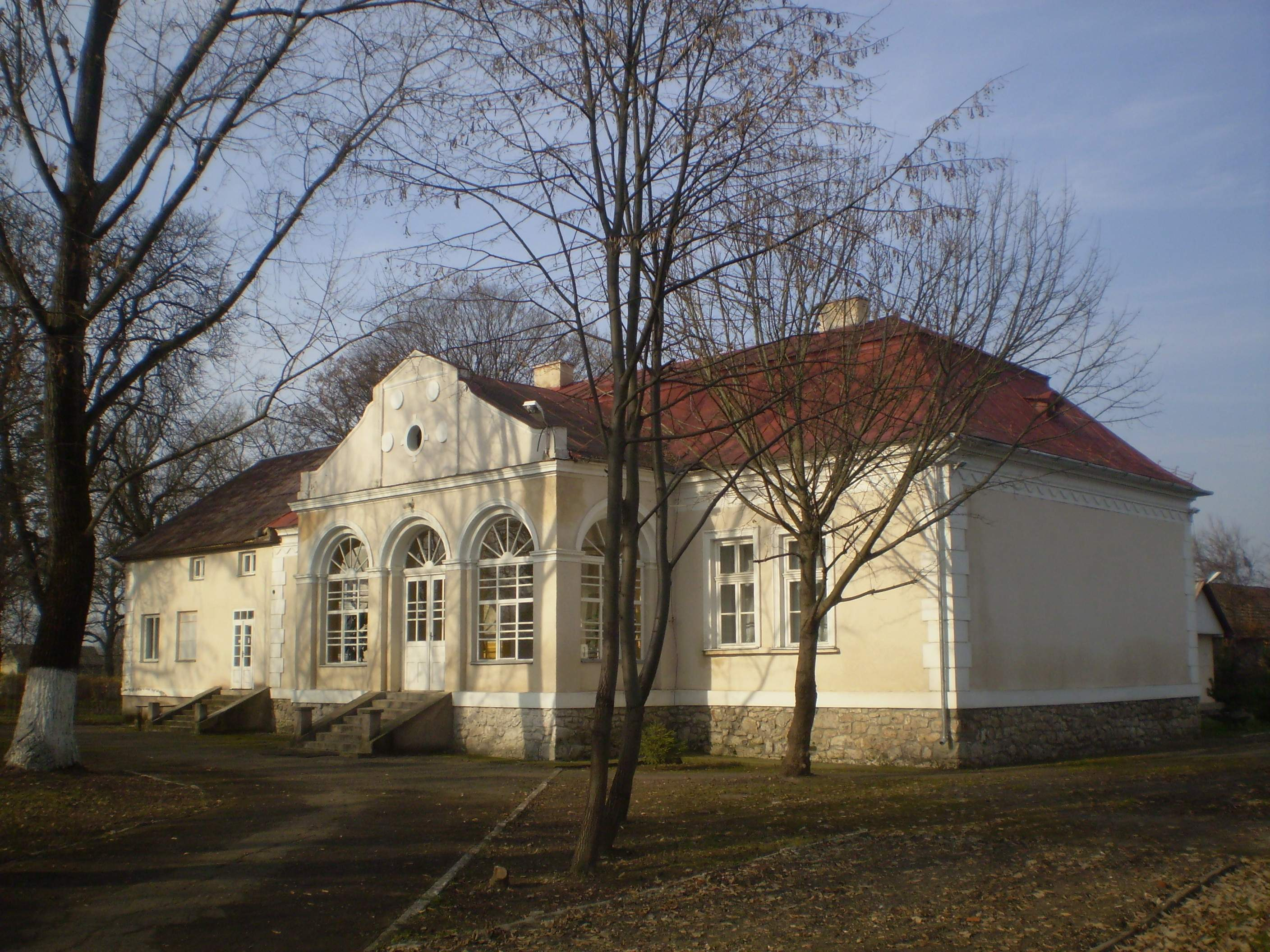
Le château Pogan à Balajer, classé,
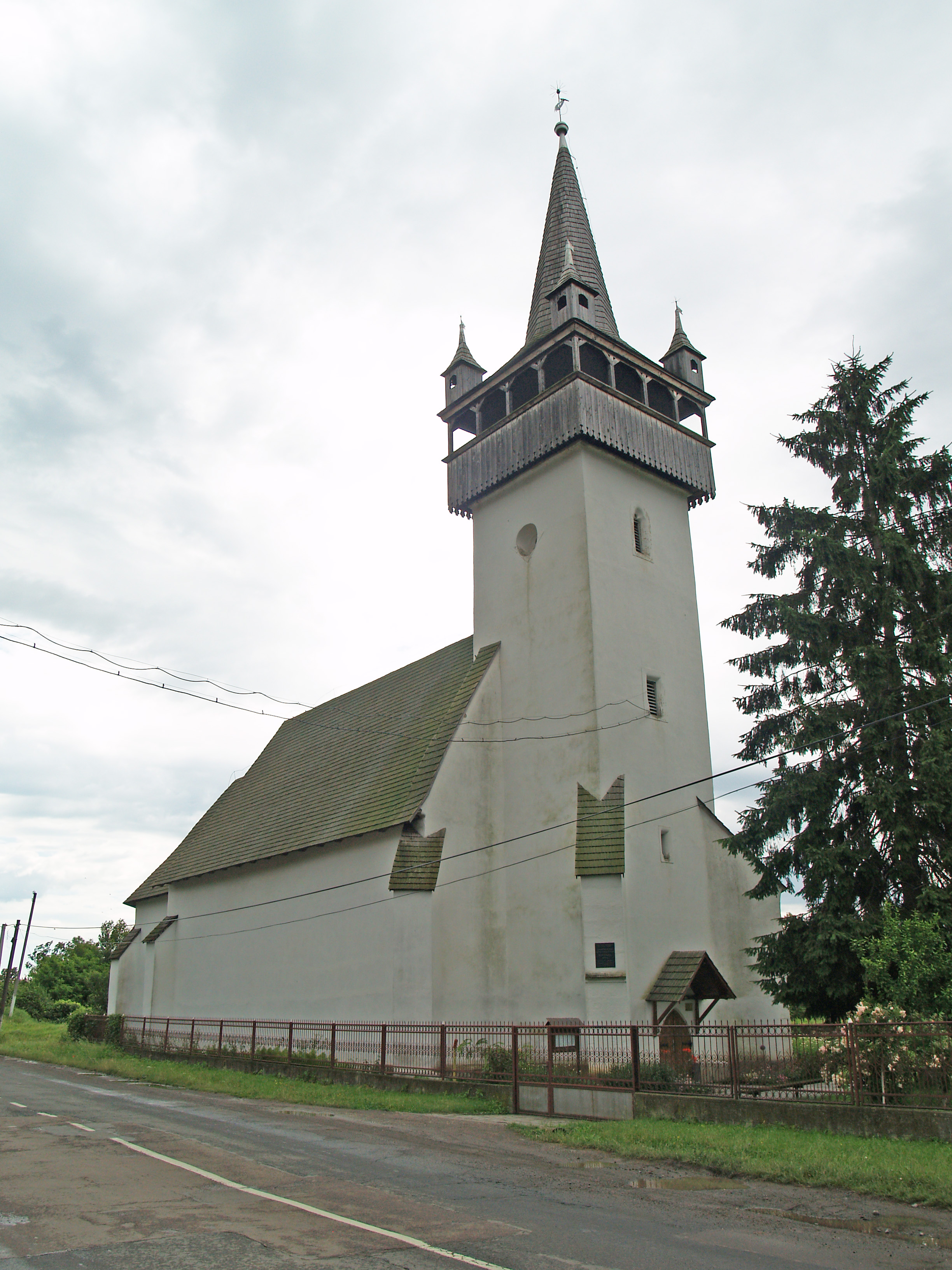
l'église du sacré cœur à Bene, classée[2],
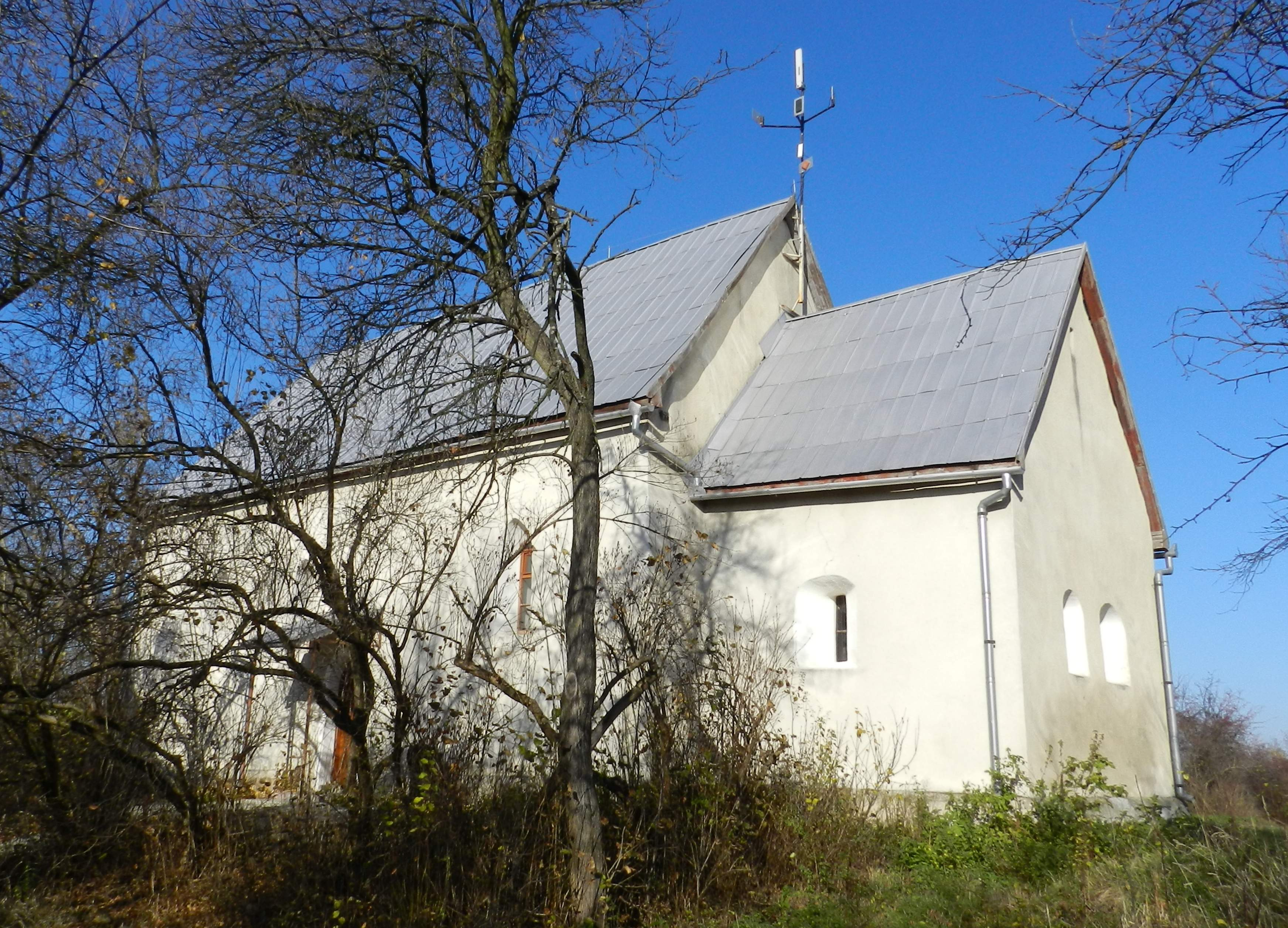
l'église st-Jean le baptiste, classée[3], patrimoine national N°111 ;
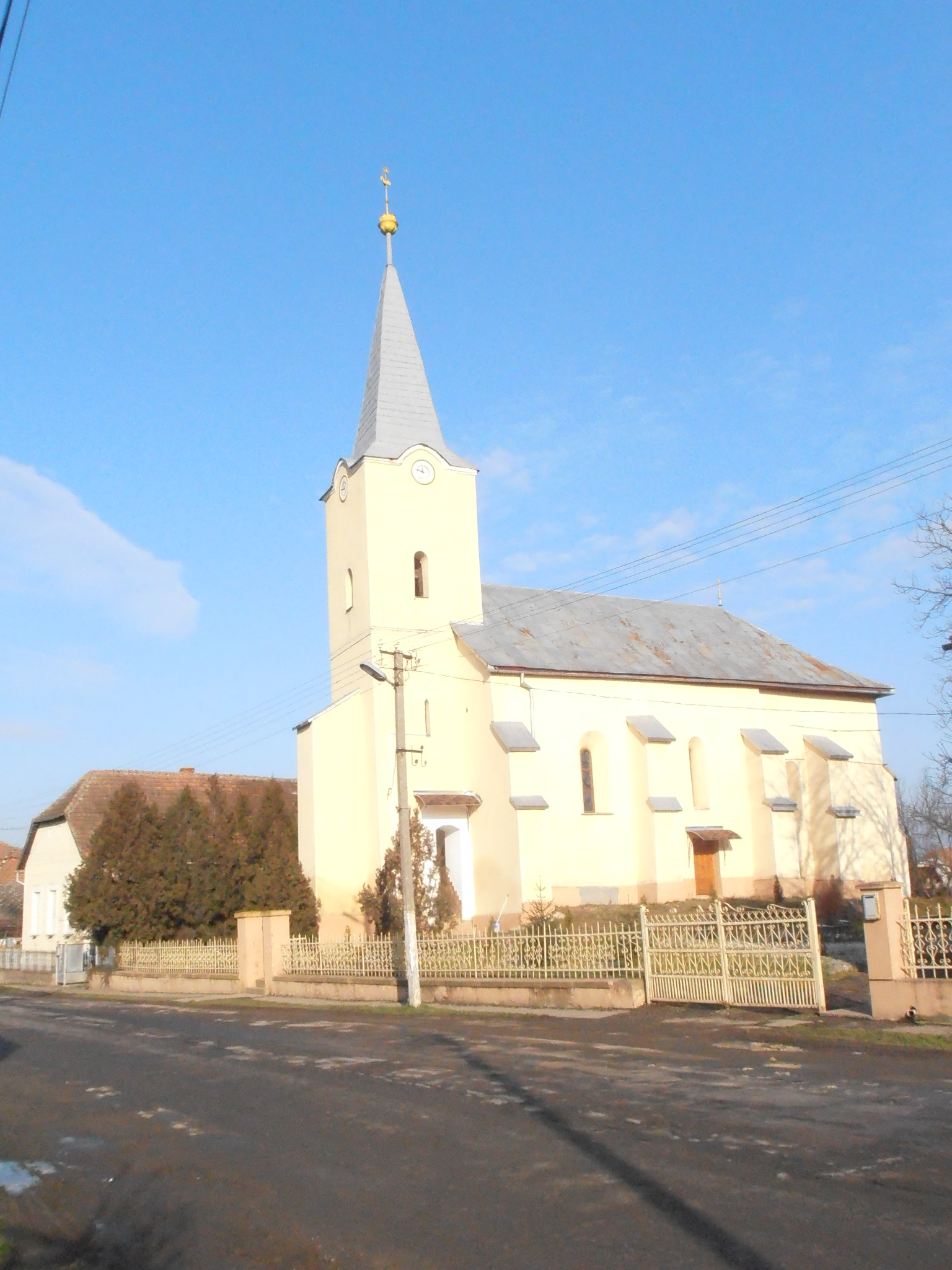
le temple à Dyida, classé[4],
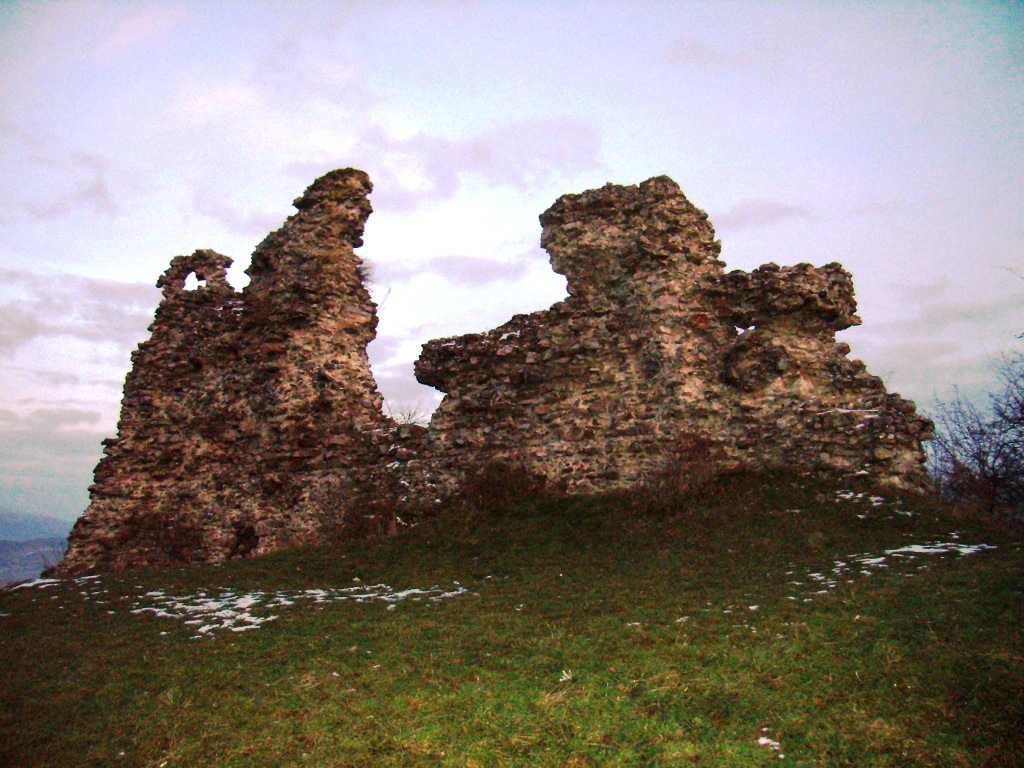
le château de Korolevo, classé[5], patrimoine national N°178 ;
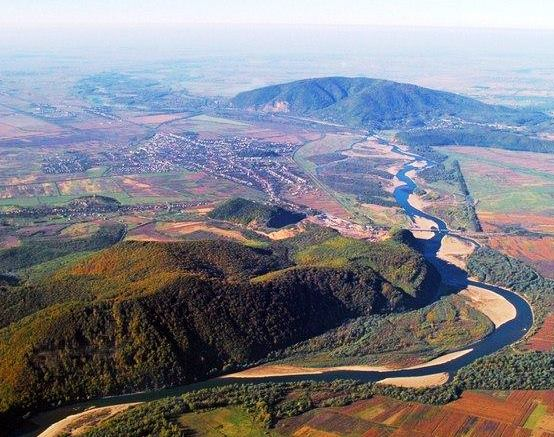
le parc régional de Prytysnianskyi, classé[6],
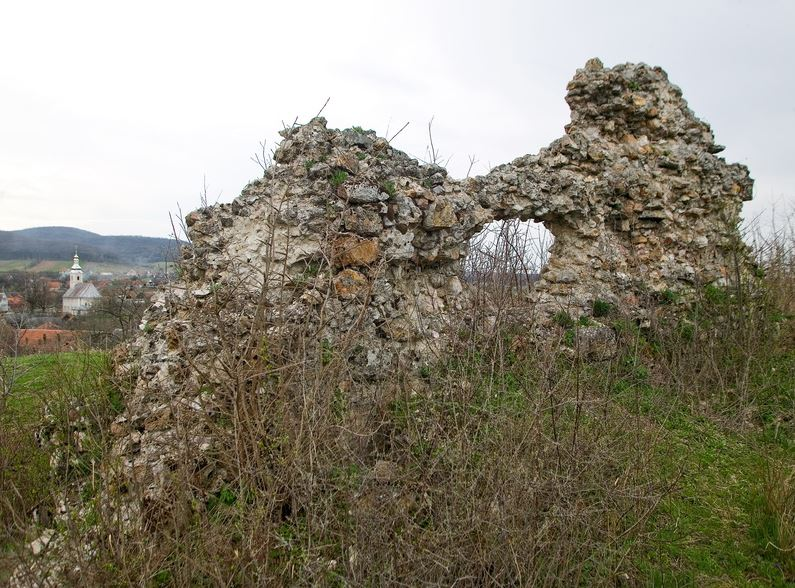
Château de Kovászó, classé[7].
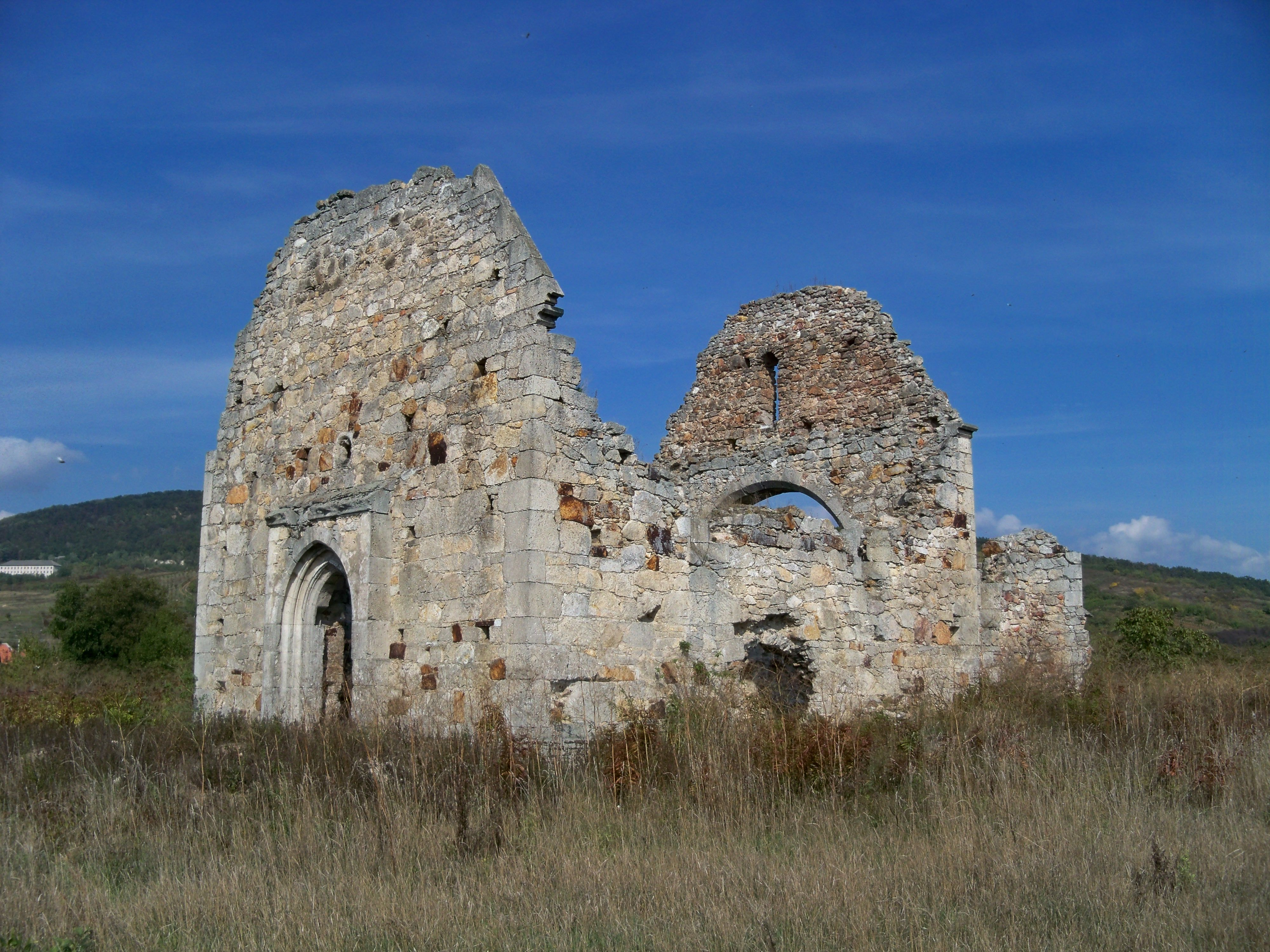
Les ruines de l'église st-Jean à Moujievo, classé[8].